# Амигос
„Амигос” је југословенски кратки филм из 1972. године. Режирао га је Леон Касиди који је написао и сценарио.

## Улоге
| Глумац        | Улога |
| ------------- | ----- |
| Славица Ђилас |       |
| Карлос Фариа  |       |
| Дања Мирковић |       |
| Марко Николић |       |